# Wendlandia subalpina
Wendlandia subalpina là một loài thực vật có hoa trong họ Thiến thảo. Loài này được W.W.Sm. miêu tả khoa học đầu tiên năm 1916.